# Odznaka „Strażak Wzorowy”
Odznaka „Strażak Wzorowy” – jednostopniowa odznaka nadawana przez prezydium zarządu powiatowego Związku Ochotniczych Straży Pożarnych RP z jego własnej inicjatywy lub na wniosek prezydium zarządu gminnego ZOSP RP.
Odznaka nadawana jest czynnym członkom Ochotniczej Straży Pożarnej z terenu powiatu za wzorową działalność, zaangażowanie i godną postawę społeczną.
Odznakę „Strażak Wzorowy” prezydium zarządu powiatowego ZOSP RP nadaje osobom które:
1. złożyły ślubowanie,
2. uzyskały wyszkolenie odpowiadające pełnionej funkcji,
3. posiadają co najmniej pięcioletni[1] staż działalności w OSP.

Osoba wyróżniona otrzymuje odznakę oraz legitymację lub dyplom, potwierdzającą jego nadanie. Odznakę nosi się na środku między guzikiem klapy a dolną krawędzią prawej, górnej kieszeni kurtki mundurowej.
ZOSP RP nadaje trzy odznaczenia (Złoty Znak ZOSP RP, Medal honorowy im. Bolesława Chomicza i Medal „Za Zasługi dla Pożarnictwa”), trzy odznaki („Strażak Wzorowy”, „Za wysługę lat” i Młodzieżowa Drużyna Pożarnicza) oraz dwa wyróżnienia (dyplom uznania i list pochwalny).

## Opis odznaki
Odznaka „Strażak Wzorowy” składa się z równoramiennego trójkąta wykonanego z metalu, którego lewa połowa pokryta jest emalią czerwoną, a prawa – granatową (patrząc na odznakę). U góry trójkąta profil głowy strażaka w hełmie, niżej napis w dwóch wierszach: STRAŻAK / WZOROWY. Na tle trójkąta dwa skrzyżowane toporki. Na trójkąt nałożony jest wieniec laurowy z metalu koloru złotego.